# 怖偶
《怖偶》，又名《诡先生》，中国惊悚悬疑剧情片，2014年5月7日在中国大陆上映。

## 剧情概述
作家白兰度（郑昊 饰）和妻子关系破裂，两人离婚后，他们十三岁的女儿（小彩旗 饰）离开了白兰度与妈妈一起生活。爱女心切的白兰度，为了缓和与自己敌意颇深的女儿之间的关系，在寒假时带着她住进了远郊的度假别墅，这里只有一个花匠独自打理。阴森诡异的孤宅内怪事连连，心怀鬼胎的收件员、神秘莫测的花匠、冷漠孤僻的女儿、还有与女儿一同玩耍但却并不存在的玩伴，都让白兰度深陷泥潭不可自拔。而此刻，别墅主人妹妹肖辉（阚清子 饰）的突然来访，更是将众人都卷进了一场迷雾重重离奇恐怖的杀局……

## 主要演员
- 郑昊
- 阚清子
- 彩旗
- 贾伟
- 祝涛
- 徐鹏凯